# 송광면
송광면(松光面)은 전라남도 순천시 서쪽에 위치한 면이다.

## 연혁
- 백제시대 : 감평군 둔치현
- 757년 (신라 경덕왕 16년) : 곡성군 부유현
- 995년 (고려 성종 14년) : 승평군 부유현
- 1036년 (고려 정종 2년) : 승평군 이촌부곡현
- 1895년 (조선 고종 32년) : 순천군 송광면
- 1949년 8월 15일 : 승주군 송광면
- 1973년 7월 1일 : 보성군 문덕면 한천리가 송광면 우산리로 편입
- 1995년 1월 1일 : 순천시 송광면

## 행정 구역
| 법정리 | 한자명 | 행정리                   | 비고                   |
| ------ | ------ | ------------------------ | ---------------------- |
| 구룡리 | 九龍里 | 구표리, 오룡리           |                        |
| 낙수리 | 洛水里 | 낙수리                   |                        |
| 대곡리 | 大谷里 | 대곡리                   |                        |
| 대흥리 | 大興里 | 대흥리, 효정리           |                        |
| 덕산리 | 德山里 | 덕동리, 죽산리           |                        |
| 봉산리 | 鳳山里 | 산척리, 신곡천리         |                        |
| 삼청리 | 三淸里 | 유경리, 왕대리           |                        |
| 신평리 | 新坪里 | 평촌리, 외송리           |                        |
| 신흥리 | 新興里 | 신흥리                   |                        |
| 오봉리 | 梧峯里 | 옥령리                   |                        |
| 우산리 | 牛山里 | 외우산리, 내우산리       |                        |
| 월산리 | 月山里 | 추동리                   |                        |
| 이읍리 | 梨邑里 | 상이읍리, 이읍리, 신정리 | 면 행정복지센터 소재지 |
| 장안리 | 長安里 | 장안리, 월은리, 장동리   |                        |
| 후곡리 | 后谷里 | 후곡리                   |                        |